# 阿利泰尔梅
阿利泰尔梅（義大利語：Alì Terme），是意大利西西里大区墨西拿廣域市的一个市镇。总面积6平方公里，人口2598人，人口密度433.0人/平方公里（2009年）。ISTAT代码为083003。